# IC 199
IC 199 = IC 1778 ist eine Balken-Spiralgalaxie mit ausgedehnten Sternentstehungsgebieten vom Hubble-Typ SB(rs)ab? im Sternbild Fische auf der Ekliptik. Sie ist rund 417 Millionen Lichtjahre von der Milchstraße entfernt und hat einen Durchmesser von etwa 170.000 Lj. 

Im selben Himmelsareal befindet sich u. a. die Galaxie IC 198, IC 201, IC 202, IC 203.
Das Objekt wurde am 15. Dezember 1892 vom französischen Astronomen Stéphane Javelle entdeckt.